# La Verza
La Verza è un quartiere della città di Piacenza, in Emilia-Romagna.
Già frazione del comune, è situata all'estremità meridionale del capoluogo dalla cui periferia è stata inglobata.

## Geografia fisica
La Verza è attraversata dal Rio Comune, che scorre parallelo al percorso della statale 45 e attraversa anche il capoluogo e il vicino comune di Gossolengo.

## Origini del nome
In analogia ad altri toponimi simili, il nome la Verza potrebbe derivare dal latino, attraverso il composto aver+-sa significante l'acqua che scorre, possibile riferimento al Rio Comune. Un'altra ipotesi vede il toponimo Verza derivare da terza, in riferimento alla distanza di circa 3 mi dalle mura romane di Piacenza, in analogia con altre località poste più a sud come Quarto, Settima e Ottavello.

## Monumenti e luoghi d'interesse
Vi sorgono villa Emanuella del XIX secolo, d'aspetto neoclassico, che appartenne alla famiglia Fioruzzi, il palazzo rustico chiamato La Pescarola, successivamente adibito a ristorante completo di mulino e di abitazione padronale risalente al periodo compreso tra i secoli XIX e XX.

## Infrastrutture e trasporti
La Verza è attraversata per tutta la sua lunghezza dalla Statale 45 che collega Piacenza a Genova.